# Chrysochroa rugicollis
Chrysochroa rugicollis es una especie de escarabajo barrenador metálico del género Chrysochroa, categorizada en la tribu Chrysochroini, de la subfamilia Chrysochroinae. Fue descrita científicamente por Saunders en 1866.

## Distribución geográfica
Habita en la región indomalaya.

## Tratamiento taxonómico
La especie aparece registrada y publicada en Catalogue of Buprestidae collected by the late M. Mouhot, in Siam &c., with descriptions of new species. Transactions of the Royal Entomological Society of London (3) 5(1865-1867):297-322. (1866).